# Diocèse de Tortosa
Pour les articles homonymes, voir Diocèse de Tortose.
Le diocèse de Tortosa (en latin: Dioecesis Dertosensis) est un diocèse d'Espagne, situé dans le sud de la Catalogne, ayant son siège à la cathédrale Santa María de Tortosa. Il est un diocèse suffragant de l'archidiocèse de Tarragone. En 2022, il comptait 253 962 baptisés sur un total de 279 663 personnes.

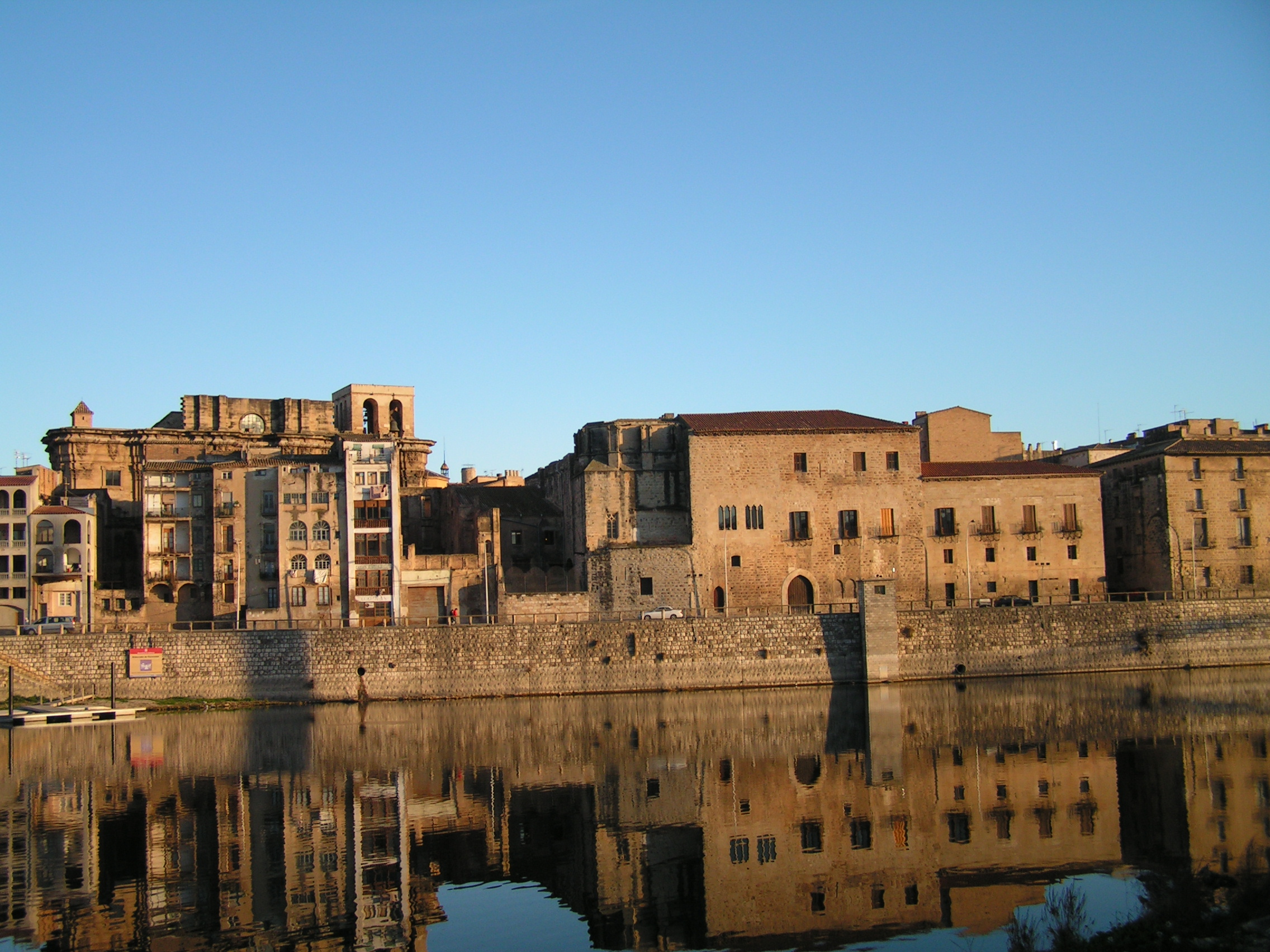
Le palais épiscopal et la cathédrale, vus depuis l'Èbre.

## Territoire
Le diocèse se situe au sud de la Province de Tarragone et au nord de la Province de Castellón. Le siège épiscopal est la cathédrale Santa María à Tortosa. Il comprend les comarques suivantes : Baix Ebre, Baix Maestrat, Montsià, Ribera d’Ebre, Terra Alta, et une partie des comarques du Alt Maestrat, Baix Camp, els Ports et El Priorat.
Le territoire est subdivisé en 3 zones pastorales, en 7 archiprêtrés, et en 141 paroisses.

### Modifications territoriales
Le territoire  du diocèse historique de Tortosa a été l'objet de modifications territoriales importantes durant le franquisme dans le but d'essayer d'adapter les diocèses aux límites provinciales civiles.
- Le 2 septembre 1955 a été publié le Décret de la Sagrada Congregació Consistorial Cesaraugustanae et aliarum -Sarragosse et autres-. Ainsi en 1956, avec la perte d'Arens de Lledó, Calaceite, Cretas et Lledó dans la Matarraña, le diocèse de Tortosa a cessé d'être présent dans l'Aragon. Betxí, une enclave du diocèse de Teruel, a fait partie brièvement (1956-1960) du diocèse de Tortosa. D'autre part, Saragosse a perdu la zone parlant le castillan d'Olocau del Rey, dans la province de Castellón, et Tortosa a cédé Maials au diocèse de Lérida.

- Plus tard, le Décret de la Sagrada Congregació Consistorial De mutatione finium Dioecesium Valentinae-Segorbicensis-Dertotensis, du 31 mai 1960, a enlevé au territoire du diocèse de Tortosa les paroisses des Archiprêtrés de Nules, Villarreal, Castellón de la Plana, Lucena del Cid et Albocàsser (à l'exception de Catí et Tírig) et les a rattachés au diocèse de Segorbe-Castellón en même temps que Betxí.

### Division territoriale du diocèse

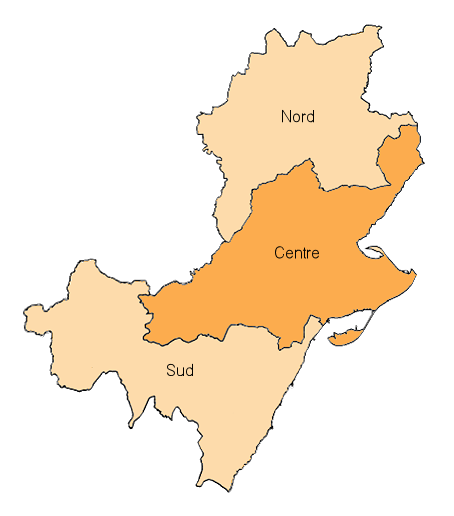
Zones
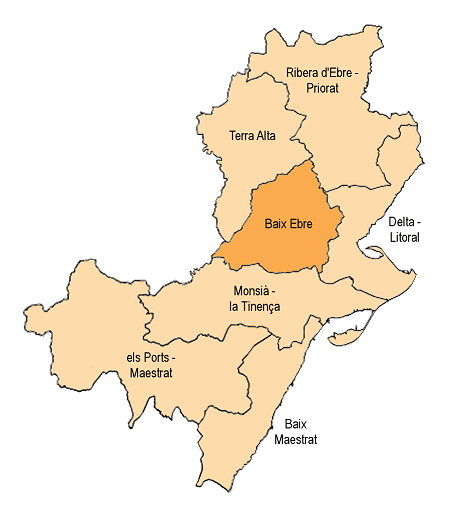
Archiprêtrés
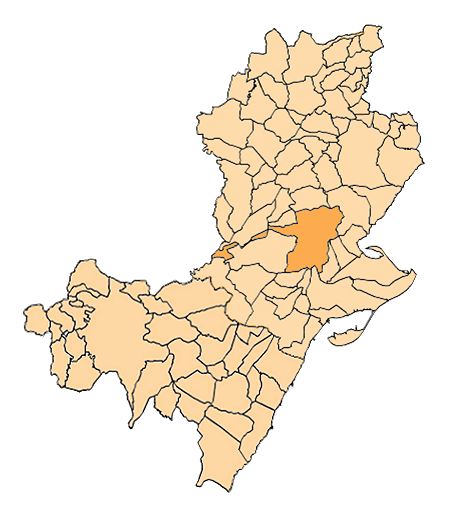
Municipios

## Histoire
Le diocèse a été érigé au IVe siècle.
Entre le VIIIe siècle et le milieu de XIe siècle, le siège est resté inoccupé à cause l'invasion arabe.
En 1148, l'évêque de Tarragone, Bernardo Tort, accompagna le comte Raimond-Bérenger IV de Barcelone lors de l'expédition pour conquérir Tortosa, et en reconnaissance de sa loyauté, il reçut la mosquée de la cité et toutes ses possessions;  l'évêque la convertit en cathédrale chrétienne et le reste des édifices en bâtiments pour un monastère. Il nomma comme premier évêque Gaufred de Aviñó en 1151.
En 1158 commença la construction d'une cathédrale romane, qui a été achevée en 20 ans. Le Palais épiscopal fut construit entre les XIIIe et XIVe siècles, son principal promoteur étant l'évêque Berenguer Prats (1316-1340); il fut remodelé au XVIIIe siècle, quand on lui a adjoint un nouvel édifice adjacent, et à nouveau au XIXe siècle.
Les travaux de construction d'une nouvelle cathédrale gothique, celle de Santa María, ont commencé durant l'épiscopat d'Arnau de Lordat (1341-1346), et sous la direction de Bernat Dalguaire. Elle n'a été consacrée qu'en 1597.